# 824

## Починали
- Папа Пасхалий I